# Gladiators (videogioco 1993)
Gladiators è un videogioco sparatutto a scorrimento con un elicottero, pubblicato nel 1993 per Commodore 64 dalla Alternative Software con la sua etichetta Summit, dedicata ai prodotti a prezzo medio.

## Modalità di gioco
Gladiators è uno sparatutto a scorrimento orizzontale costante, con visuale dall'alto, non innovativo nel suo genere. Si controlla un elicottero che sorvola una zona di guerra e può muoversi in tutte le direzioni, restando sempre rivolto verso destra, e sparare a fuoco continuo. Due giocatori possono partecipare solo alternandosi uno alla volta. Lo scenario è costituito da 8 livelli ("settori"), tutti con lo stesso stile grafico.
I nemici sono una varietà di elicotteri, aerei, carri armati, navi, vagoni ferroviari, camion, missili. Bisogna evitare i loro proiettili e, più dannose, le collisioni con i velivoli. Per aumentare il punteggio si possono distruggere anche alcuni bersagli passivi: edifici, ponti e aerei parcheggiati. Alla fine di ogni livello, quando lo scorrimento si ferma, si affronta il boss, sempre sotto forma di un elicottero di dimensioni normali, ma con grande potenza di fuoco e resistenza.
Si hanno più vite e si possono sopportare più colpi prima di perderne una. Il danneggiamento però può causare il rallentamento della propria cadenza di fuoco. Ciascun livello è diviso idealmente in due metà e se si perde una vita si ricomincia dall'inizio della metà raggiunta.
Alcuni nemici distrutti rilasciano power-up di tre tipi: stelle che aumentano il punteggio, riparazione dei danni e potenziamento dell'arma, che diventa a ventaglio e dura finché non si viene colpiti.
L'azione si svolge nella parte superiore dello schermo, mentre una fascia in basso mostra i dati dei giocatori e una riproduzione del quadro comandi dell'elicottero, dove si trova l'indicatore dei danni, formato da quadratini disposti 3x3. Un indicatore della stessa forma segnala il settore raggiunto. Si vedono inoltre la cloche, che segue i movimenti del giocatore, e altri strumenti che sono solo decorativi.